# Józef Mikołajczyk (kolarz)
Józef Mikołajczyk (ur. 12 marca 1947 w Gierzechowie (?)) – polski kolarz szosowy startujący w wyścigach w latach 60. i 70. XX stulecia.
Zajął 3. miejsce w Wyścigu Dookoła Polski w 1967 i wygrał w tym roku klasyfikację górską. Był 14. w Tour de Pologne w 1968 i 28. w Tour de Pologne w 1972. 
Zajął 45. miejsce w Wyścigu Pokoju w 1971 (reprezentacja Polski zajęła drużynowo 2. miejsce).
Zwyciężył w mistrzostwach Polski w wyścigu górskim, a w drużynowych mistrzostwach Polski na szosie zajął 1. miejsce w 1971 i 2. miejsce w 1968.
Zajął 2. miejsce w Wyścigu Dookoła Brytanii (Milk Race) w 1970 oraz 4. miejsce w wyścigu Wielkiej Nagrody Annaby w 1971. Wygrał Wyścig o Puchar Dowódcy Marynarki Wojennej w 1967, a w Wyścigu o Puchar Karkonoszy zajmował 2. miejsce w 1967, 1970 i 1972 oraz 3. miejsce w 1969.
Startował w zespole Czarnych Szczecin (1959–1969), Legii Warszawa 1970–1971) i Birkuta Goleniów (1972).